# Serge Gainsbourg N° 4
Serge Gainsbourg N° 4 es el cuarto álbum de estudio de Serge Gainsbourg, lanzado en 1962. Es el último de sus primeros álbumes en la mezcla de estilos chanson y jazz que caracteriza sus primeros trabajos.

## Lista de canciones
Todas las canciones escritas y compuestas por Serge Gainsbourg, excepto donde se indica.

| N.º   | Título                     | Música | Escritor(es)                              | Duración |  |
| 1.    | «Les Goémons»              |        |                                           | 2:37     |  |
| 2.    | «Black Trombone»           |        |                                           | 2:36     |  |
| 3.    | «Baudelaire»               |        | Charles Baudelaire (Le serpent qui danse) | 2:26     |  |
| 4.    | «Intoxicated Man»          |        |                                           | 2:35     |  |
| 5.    | «Quand tu t'y mets»        |        |                                           | 1:50     |  |
| 6.    | «Les Cigarillos»           |        |                                           | 1:46     |  |
| 7.    | «Requiem pour un twisteur» |        |                                           | 2:38     |  |
| 8.    | «Ce grand méchant vous»    |        | Serge Gainsbourg, Francis Claude          | 2:20     |  |
| 18:48 |                            |        |                                           |          |  |

## Sencillos
- 1962: Les Goémons / Black Trombone / Quand tu t'y mets
- 1962: Requiem pour un twisteur / Ce grand méchant vous